# Franz Kemser
Franz Kemser, né le 11 novembre 1910 et mort le 20 janvier 1986, est un bobeur allemand.

## Carrière
Franz Kemser participe aux épreuves de bobsleigh aux Jeux olympiques de 1952 à Oslo. Il remporte le titre olympique en bob à quatre avec Andreas Ostler, Lorenz Nieberl et Friedrich Kuhn.

## Palmarès

### Jeux Olympiques
- : médaillé d'or en bob à 4 aux JO 1952.

### Championnats monde
- : médaillé d'argent en bob à 4 aux championnats monde de 1938.
- : médaillé d'argent en bob à 2 aux championnats monde de 1953.
- : médaillé de bronze en bob à 4 aux championnats monde de 1939.